# Triple Sec
Triple Sec je specifičan žestoki slatki liker, dobiva se iz destilata posebne vrste sitne naranče koje se bere prije njezine potpune zrelosti. Može sadržavati od 1 do 15% alkohola, ali najčešće alkohola ima oko 5%.
Triple sec ima ugodan okus i profinjen miris, zbog čega je nezamjenjiv u spravljanju mnogih koktela.